# Pawieł Moroz
Pawieł Wasiljewicz Moroz (ros. Павел Васильевич Мороз; ur. 26 lutego 1987 w Czerwonogrodzie) – rosyjski siatkarz pochodzenia ukraińskiego, grający na pozycji atakującego, reprezentant Rosji. Od sezonu 2020/2021 występuje w drużynie Nieftianik Orenburg.

## Sukcesy klubowe
Mistrzostwo Rosji:
- 2014

## Sukcesy reprezentacyjne
Memoriał Huberta Jerzego Wagnera:
- 2014